# Katerètids
Els katerètids (Kateretidae) són una família de coleòpters polífags de la superfamília dels cucujoïdeus.

## Gèneres
Aquesta família té unes 95 espècies i 14 gèneres.
- Anamartus
- Anthonaeus
- Boreades
- Brachyleptus
- Brachypterolus
- Brachypterus
- Heterhelus
- Kateretes
- †Eoceniretes
- †Lebanoretes
- Sibirhelus